# 散りゆくドクター
「散りゆくドクター」（ちりゆくドクター、原題: "The Doctor Falls"）は、イギリスのSFドラマ『ドクター・フー』の第10シリーズ第12話にして同シーズンの最終話。スティーヴン・モファットが脚本、レイチェル・タラレイが監督を担当し、2017年7月1日に BBC One で初放送された。本作は前話「残酷な宇宙の時間」との二部作の後編であり、批評家からは絶賛を受けた。
「残酷な宇宙の時間」に続け、本作では2人のマスターが登場するとともにサイバーマンの起源が描かれる。また、終盤では初代ドクターが登場する。初代ドクターを演じたのはデイビッド・ブラッドリーであり、彼は2013年に An Adventure in Space and Time で初代ドクター役のウィリアム・ハートネルを演じていた。

## プロット

### あらすじ
12代目ドクター（演:ピーター・カパルディ）は6代目マスター（演:ジョン・シム）とミッシー（演:ミシェル・ゴメス）に殺されかけるが、サイバーマンの襲撃対象にタイムロードを加えたことで、マスター2人とナードル（演:マット・ルーカス）およびサイバーマン化したが自我を保っているビル・ポッツ（演:パール・マッキー）を連れて低層階から脱出する。上階では宇宙船近傍のブラックホールの重力により時間が緩慢になるため急速に進歩するサイバーマンから逃れることはできず、彼らは中層階の住民と共にサイバーマンを迎え撃つことにする。
マスターは低層階にある自身のターディスで脱出を図るが、最後の最後にドクターの味方となった未来の自分であるミッシーと対立し、刺し違える形となって彼の言う"完璧な幕引き"を迎える。ナードルはドクターの指示で中層階の住民を保護してエレベーターを封鎖して余生を過ごすことになる。ドクターは爆弾を起爆して全てのサイバーマンを一掃した後、瀕死の状態に陥っているところをビルと彼女を追跡してきたヘザーによりターディスへ運ばれる。彼女らが宇宙へ旅立った後にドクターが意識を取り戻すと、再生サイクルが開始される。顔を変えて生き続けることに嫌気がさしたドクターは南極大陸で再生を拒むが、そこにかつての自分自身である初代ドクターが姿を現わす。

### 連続性
ドクターには転落死の経験があるとミッシーが述べているが、これは4代目ドクターが電波塔から落下した Logopolis（1981年）での出来事を指している。
最後の戦いの際、ドクターはこれまでサイバーマンと遭遇した場所の名前を叫んでいる。具体的には惑星モンダス（The Tenth Planet)、タロス（The Tomb of the Cybermen)、第14惑星(The Invasion)、ボガ（「サイバー人間の復讐」）、カナリー・ワーフ（「嵐の到来」「永遠の別れ」）、月(The Moonbase)である。また、彼はマリナスにも言及しているが、これはグラント・モリソンによる6代目ドクターのコミック The World Shapers でマリナスの種族ヴォールドがサイバーマンに進化した出来事を指している。なおこのコミックでは、モンダスと第14惑星とマリナスが全て同じ惑星であることが示唆されている。

### 作品外への言及
ナードルは農家防衛の際に「アラモを忘れるな」と告げている。これは1836年にアントニオ・ロペス・デ・サンタ・アナの部隊にアラモ・ミッションが蹂躙されたことを受け、後にメキシコ軍を倒しテキサス共和国を形成した独立軍の掛け声 "Remember the Alamo!" に由来する。
ミッシーは人間のコミュニティを "the Waltons" と呼んでいる。これは世界恐慌の中を生きる子どものいる農家を描くアメリカ合衆国のテレビシリーズ『わが家は11人』の原題に由来する。

## 製作
「散りゆくドクター」の台本の読み合わせは2017年2月21日に行われた。2017年3月6日に「残酷な宇宙の時間」と共に製作が開始され、レイチェル・タラレイが三度目のシーズンフィナーレ登用を達成した。「散りゆくドクター」の撮影の完了、すなわち第10シリーズの撮影完了は2017年4月7日であった。デイビッド・ブラッドリーが初代ドクター役で出演する場面は2017年6月に2017年クリスマススペシャル「戦場と二人のドクター」の一部として撮影された。

### 配役
- デイビッド・ブラッドリー - 初代ドクター役。50周年記念ドキュドラマ An Adventure in Space and Time では初代ドクター役俳優ウィリアム・ハートネル（英語版）を、「恐竜たちの船」ではソロモン役を演じた[2]。『ドクター・フー』のスピンオフシリーズ The Sarah Jane Adventures のシャンシース・ブルーの声を当てた[9]。
- ミシェル・ゴメス - ミッシー役。テレビエピソードではこれが彼女の最後の出演となり、2018年からビッグ・フィニッシュ・プロダクション（英語版）の『ドクター・フー』オーディオドラマにミッシー役で数多く出演する。
- ジョン・シム - 6代目マスター役。テレビエピソードではこれが彼の最後の出演となり、2021年公開のビッグ・フィニッシュ・プロダクションのオーディオドラマ Masterful にゴメスのほかデレク・ジャコビ、エリック・ロバーツ、ジオフレイ・ビーバース（英語版）という歴代マスター俳優と共に再出演する予定[10]。

## 放送と反応
「散りゆくドクター」のリアルタイム視聴者数は375万人で、番組視聴占拠率は25.3%を記録した。タイムシフト視聴者を加算すると視聴者数は530万人に上り、Appreciation Index は83となった。
日本では放送されていないが、2018年3月31日にHuluで「散りゆくドクター」を含む第10シリーズの独占配信が開始された。

### 批評家の反応
| 専門評論家によるレビュー           | 専門評論家によるレビュー |
| レビュー・スコア                   | レビュー・スコア         |
| 出典                               | 評価                     |
| ---------------------------------- | ------------------------ |
| The A.V. Club                      | A                        |
| エンターテインメント・ウィークリー | A-                       |
| SFX                                | [ 17 ]                   |
| TV Fanatic                         | [ 18 ]                   |
| IndieWire                          | A-                       |
| IGN                                | 7.9                      |
| ニューヨーク・マガジン             | [ 21 ]                   |
| ラジオ・タイムズ                   | [ 22 ]                   |
| デイリー・ミラー                   | [ 23 ]                   |
| デイリー・テレグラフ               | [ 24 ]                   |

「散りゆくドクター」は批評家から絶賛され、第10シリーズに相応しい結末であるとの声が大半で会った。モファットの脚本、タラレイの演出、カパルディの演技が称賛を受けた。
The A.V. Clubのアラスデア・ウィルキンスは本作を「完璧なフィナーレだ」と称し、12代目ドクターが自身は何者なのかを知っているドクターであることと、演じているピーター・カパルディがドクター役を渇望していたことから、ドクターが再生を拒むというストーリーラインがもたらされたとした。彼はシリーズの複数のストーリーラインが満足できる結末に仕上がっていること、キャラクターの感情のリアリティに敬意が払われていること、ほんのわずかな躓きしかないことを高く評価した。
IGNのスコット・コルーラもマスター2人のダイナミクスを称賛し、兄弟姉妹や彼氏彼女のような関係が複雑性を育んでいるとし、6代目ドクターがミッシーを以前のような悪の道に引きずり戻そうとしていることにも触れた。また、彼はデイビッド・ブラッドリーが初代ドクター役で出演することを高く評価したが、「残酷な宇宙の時間」「散りゆくドクター」の物語をクリスマススペシャルの再生の物語に繋げることは素晴らしいコンセプトであるとした上で、エピソードの文脈では機能していないと指摘した。
ラジオ・タイムズのパトリック・マルケーンは本作に満点を与え、本作の最も強力な点としてカパルディとシムおよびゴメスの演技を挙げて絶賛した。彼はカパルディがシリーズを通して堂々としていたと主張し、シムとゴメスの演技に挟まれながらも際立っていたとし、「散りゆくドクター」はカパルディに捧げられたエピソードであると述べた。また、彼は6代目マスターが7年前ほど狂人ではないとしつつもマスターを称賛し、ミッシーの魂の探求の描写についても素晴らしいと絶賛した
デイリー・ミラー紙のダニエル・ジャクソンも満点を与え、演技と物語を絶賛し、非常に満足できる結末であると論評した。「散りゆくドクター」のための予告編などから彼はシリーズが失敗に終わる可能性もあったとしたが、本作の成功を称賛した。彼は物語に引き込まれたと感想を述べ、さらに本作が12代目ドクターの最高のエピソードであるとした。
「散りゆくドクター」は2019年 BAFTA Cymru Awards の最優秀特殊・視覚効果部門にノミネートされた。